# Élément de donnée
- Dans les métadonnées, un élément est une unité de donnée élémentaire qui a :
  - une identification telle que nom d'élément (data element name) ;
  - une définition claire ;
  - un ou plusieurs termes de représentation ;
  - des valeurs optionnelles énumérées (code (métadonnée)) ;
  - une liste de synonymes des éléments dans d'autres registres de métadonnées (en:Synonym ring).

On peut découvrir l'usage des éléments de donnée en inspectant les logiciels applicatifs ou les fichiers de données de l'application par un processus manuel ou automatique de découverte et compréhension de l'application. Une fois que l'on a découvert les éléments, on peut les enregistrer dans un registre de métadonnées.
- Dans les télécommunications, un élément a les composants suivants :
  - une unité de donnée nommée qui, dans certains contextes, est considérée comme indivisible et dans d'autres contextes peut se diviser en items de données ;
  - un identifiant nommé de chacune des entités et de leurs attributs qui sont représentés dans une base de données ;
  - une unité d'information de base construite sur des structures standard qui ont une signification unique et  des unités ou des valeurs distinctes ;
  - dans la conservation d'enregistrement électronique, une combinaison de caractères ou de bytes qui se réfère à un item séparé d'information, comme le nom, l'adresse, ou l'âge.

Sources : Federal Standard 1037C et Department of Defense Dictionary of Military and Associated Terms